# Jordan Leborgne
Jordan Leborgne (Pointe-à-Pitre; 29 de septiembre de 1995) es un futbolista de Isla de Guadalupe que juega en la posición de centrocampista con el US Quevilly del Championnat National desde el 2024.

## Carrera

### Club
| Periodo   | Club              |
| --------- | ----------------- |
| 2013–2018 | SM Caen B         |
| 2015–2018 | SM Caen           |
| 2019      | Berja CF          |
| 2019–2020 | EA Guingamp B     |
| 2020–2022 | Rodez AF          |
| 2022–2024 | FC Versailles 78  |
| 2024–     | US Quevilly-Rouen |

### Selección nacional
Leborgne debutó con Guadalupe el 23 de marzo de 2022 en una derrota por 0-2 ante Cabo Verde en un partido amistoso. Su prime gol internacional lo anotó el 9 de septiembre de 2024 en la victoria por 1-0 sobre Surinam en Le Gosier por la Liga de Naciones de la Concacaf 2024-25.